# Associazione Sportiva Biellese 1932-1933
Questa pagina raccoglie i dati riguardanti l'Associazione Sportiva Biellese nelle competizioni ufficiali della stagione 1932-1933.

## Rosa
| N. |                   | Ruolo | Calciatore       |
| -- | ----------------- | ----- | ---------------- |
|    | Italia (bandiera) | P     | Valinasso        |
|    | Italia (bandiera) | D     | Severino Tibi    |
|    | Italia (bandiera) | D     | Savoia           |
|    | Italia (bandiera) | D     | Luigi Roasio     |
|    | Italia (bandiera) | C     | Baldin           |
|    | Italia (bandiera) | C     | Facelli          |
|    | Italia (bandiera) | C     | Bensi            |
|    | Italia (bandiera) | C     | Giovanni Gaia    |
|    | Italia (bandiera) | A     | Colombo          |
|    | Italia (bandiera) | A     | Luigi Comello    |
|    | Italia (bandiera) | A     | Rinaldo Costanzo |
|    | Italia (bandiera) | A     | Debernardi       |
|    | Italia (bandiera) | A     | Gerbino          |

| N. |                   | Ruolo | Calciatore   |
| -- | ----------------- | ----- | ------------ |
|    | Italia (bandiera) | A     | Aliberti     |
|    | Italia (bandiera) | A     | Melen        |
|    | Italia (bandiera) | A     | Gilardi      |
|    | Italia (bandiera) | A     | Morello      |
|    | Italia (bandiera) | A     | Santagostino |
|    | Italia (bandiera) |       | Baghi        |
|    | Italia (bandiera) |       | Mercandino   |
|    | Italia (bandiera) |       | Massa        |
|    | Italia (bandiera) |       | Bertotto     |
|    | Italia (bandiera) |       | Gerbino      |
|    | Italia (bandiera) |       | Serafini     |
|    | Italia (bandiera) |       | Uccari       |

## Risultati

### Prima Divisione

#### Girone B

##### Girone di andata
| Arbitro: | Simonelli (Novi Ligure) |

|                                  |           |  |
| Renoldi Marini Giannoni Brignoli | Marcatori |  |

| Arbitro: | Casartelli (Milano) |

|                            |           |  |
| Costanzo ?’, ?’ Debernardi | Marcatori |  |

| Torino 16 ottobre 1932 3ª giornata                                  | Torino II | 2 – 2 referto   | Biellese | Stadio Filadelfia |
| \| \| \| \| \| Garavoglia Busoni \| Marcatori \| ?’, ?’ Costanzo \| |           |                 |          |                   |
|                                                                     |           |                 |          |                   |
| Garavoglia Busoni                                                   | Marcatori | ?’, ?’ Costanzo |          |                   |

| Biella 23 ottobre 1932 4ª giornata | Biellese       | 0 – 0 referto | Clarense | Campo Sportivo Rivetti\| Arbitro: \| Bolla (Savona) \| |
| Arbitro:                           | Bolla (Savona) |               |          |                                                        |

| Arbitro: | De Jurco (Trieste) |

|                                    |           |  |
| Pretti Mercandino ?’ (aut.) Gerola | Marcatori |  |

| Arbitro: | Mauri (Como) |

|                         |           |               |
| Nasuelli Arnoldi ?’, ?’ | Marcatori | Comello Borri |

| Arbitro: | Moretti (Novi Ligure) |

|         |           |          |
| Comello | Marcatori | Kossovel |

| Arbitro: | Papa (Alessandria) |

|          |           |         |
| Costanzo | Marcatori | Mariani |

| Arbitro: | Novello (Dolo) |

|                       |           |          |
| Gazzaniga ?’, ?’ Toja | Marcatori | Costanzo |

| Arbitro: | Chiaudano (Torino) |

|       |           |  |
| Borri | Marcatori |  |

| Arbitro: | Demelegazzi (Milano) |

|                                                   |           |                             |
| Zetti Bugognoli ?’, ?’ Manfredi Buttini Salvadori | Marcatori | ?’, ?’, ?’ Costanzo Comello |

| Arbitro: | Gianelli (Genova) |

|                           |           |  |
| Calderini Cesana Corbetta | Marcatori |  |

| Arbitro: | Melloni (Savona) |

|                                          |           |  |
| Costanzo Santagostino ?’, ?’, ?’ Comello | Marcatori |  |

##### Girone di ritorno
| Arbitro: | Cristiani (Genova) |

|       |           |  |
| Baghi | Marcatori |  |

| Arbitro: | Peluffo (Genova) |

|            |           |              |
| Fanchiotti | Marcatori | Santagostino |

| Biella 19 febbraio 1933 16ª giornata      | Biellese  | 1 – 0 referto | Torino II | Campo Sportivo Rivetti |
| \| \| \| \| \| Comello \| Marcatori \| \| |           |               |           |                        |
|                                           |           |               |           |                        |
| Comello                                   | Marcatori |               |           |                        |

| Arbitro: | De Jurco (Trieste) |

|        |           |  |
| Scalvi | Marcatori |  |

| Arbitro: | Garzena (Voghera) |

|              |           |                   |
| Morello Tibi | Marcatori | Panzeri Protti II |

| Arbitro: | Brisca (Novara) |

|         |           |  |
| Morello | Marcatori |  |

| Milano 19 marzo 1933 20ª giornata       | Milan II  | 0 – 1 referto | Biellese |  |
| \| \| \| \| \| \| Marcatori \| Borri \| |           |               |          |  |
|                                         |           |               |          |  |
|                                         | Marcatori | Borri         |          |  |

| Seregno 26 marzo 1933 21ª giornata         | Seregno   | 1 – 0 referto | Biellese |  |
| \| \| \| \| \| Consonni \| Marcatori \| \| |           |               |          |  |
|                                            |           |               |          |  |
| Consonni                                   | Marcatori |               |          |  |

| Arbitro: | De Ricci (Alessandria) |

|         |           |                    |
| Facelli | Marcatori | Gazzaniga Azimonti |

| Arbitro: | Pinuto (Alessandria) |

|      |           |                |
| Olmi | Marcatori | Aliberti Melen |

| Arbitro: | Soliani (Genova) |

|         |           |                   |
| Comello | Marcatori | Venturi Buttini I |

| Biella 30 aprile 1933 25ª giornata | Biellese | 0 – 0 referto | Vis Nova | Campo Sportivo Rivetti |

| Arbitro: | Conticini (Firenze) |

|                   |           |         |
| Grignani Capra II | Marcatori | Comello |

## Statistiche

### Statistiche di squadra
| Competizione               | Punti | In casa | In casa | In casa | In casa | In casa | In casa | In trasferta | In trasferta | In trasferta | In trasferta | In trasferta | In trasferta | Totale | Totale | Totale | Totale | Totale | Totale | DR |
| Competizione               | Punti | G       | V       | N       | P       | Gf      | Gs      | G            | V            | N            | P            | Gf           | Gs           | G      | V      | N      | P      | Gf     | Gs     | DR |
| -------------------------- | ----- | ------- | ------- | ------- | ------- | ------- | ------- | ------------ | ------------ | ------------ | ------------ | ------------ | ------------ | ------ | ------ | ------ | ------ | ------ | ------ | -- |
| Prima Divisione - girone B | 20    | 12      | 5       | 5       | 2       | 15      | 8       | 12           | 2            | 1            | 9            | 13           | 29           | 24     | 7      | 6      | 11     | 28     | 37     | -9 |

### Statistiche dei giocatori
| Giocatore    | Prima Divisione | Prima Divisione |
| Giocatore    | Presenze        | Reti            |
| ------------ | --------------- | --------------- |
| Aliberti     | 10              | 1               |
| Baldin       | 22              | 0               |
| Baghi        | 2               | 1               |
| Bensi        | 13              | 0               |
| Bertotto     | 3               | 0               |
| Borri        | 10              | 3               |
| Colombo      | 2               | 0               |
| Comello      | 23              | 7               |
| Costanzo     | 10              | 8               |
| Debernardi   | 24              | 0               |
| Facelli      | 12              | 1               |
| G. Gaia      | 4               | 0               |
| Gerbino      | 11              | 0               |
| Gilardi      | 5               | 0               |
| Massa        | 2               | 0               |
| Melen        | 6               | 1               |
| Mercandino   | 11              | 0               |
| Morello      | 4               | 2               |
| L. Roasio    | 2               | 0               |
| Santagostino | 16              | 3               |
| Savoia       | 20              | 0               |
| Serafini     | 3               | 0               |
| S. Tibi      | 23              | 1               |
| Uccari       | 1               | 0               |
| Valinasso    | 24              | -37             |